# Ocean Way Recording
Ocean Way Recording foi uma série de estúdios de gravação estabelecidos pelo engenheiro de gravação e produtor Allen Sides com locações em Los Angeles, Califórnia, Nashville, Tennessee e Saint Barthélemy. A Ocean Way Recording não opera mais instalações de gravação, mas a Ocean Way Nashville continua a operar sob a propriedade da Universidade de Belmont.

## História
Em 1972, o fundador da Ocean Way, Allen Sides, abriu um estúdio que construiu em uma garagem para 3 carros e meio na Ocean Way em Santa Monica, Califórnia, com o objetivo de demonstrar alto-falantes amplificados tai de seu próprio projeto. Em 1977, Sides, que havia trabalhado como mensageiro na United Western Recorders no final dos anos 1960, comprou equipamento suficiente da empresa UREI de Putnam para preencher completamente o espaço da garagem por apenas $ 6.000, atraindo a atenção de Putnam.  Sides e Putnam tornaram-se amigos e parceiros de negócios, e Putnam ofereceu a Sides direitos exclusivos para vender o equipamento excedente da UREI e da United Western Studios, fornecendo a Sides e seu estúdio uma ampla variedade de equipamentos de estúdio.

### Ocean Way Hollywood
Em 1976, depois que o aluguel do estúdio de garagem de Sides foi abruptamente cancelado, Putnam cedeu espaço na United Western Recorders, alugando o United Studio B para Sides. Seis anos depois, o aluguel da Sides na United Western se expandiu para incluir o United Studio A. Quando Putnam vendeu suas empresas para a Harman em 1984, Harman vendeu o prédio da Western e seu conteúdo para Sides, que mais tarde também adquiriu o prédio da United.
Sides renomeou o complexo United Western Studios Ocean Way Recording após a localização de seu antigo estúdio de garagem. Ocean Way Studios operou o complexo de dois prédios de 1985 até 1999, quando o antigo prédio do Western Studios em 6000 Sunset Boulevard foi particionado, vendido e renomeado como Cello Studios. Em 2006, o estúdio mudou novamente de propriedade e, desde então, opera como EastWest Studios.
Ocean Way Studios continuou as operações no prédio em 6050 Sunset Boulevard até 2013, quando foi vendido para a Hudson Pacific Properties. Desde 2015 é conhecido como United Recording Studios.

### Ocean Way Nashville
Em 1995, Sides e Gary Belz compraram a Igreja do Advento de 1911, uma igreja de brownstone de 100 anos no distrito de Music Row de Nashville, convertendo-a para inaugurar a Ocean Way Nashville no ano seguinte. Em 2001, Sides e Belz venderam os estúdios para a Universidade de Belmont para uso da Mike Curb College of Entertainment & Music Business (CEMB). A universidade continua a operar os estúdios comerciais, ao mesmo tempo em que os utiliza como salas de aula práticas para ensinar engenharia de áudio. A Universidade de Belmont mantém a licença do nome Ocean Way e Sides continua como consultor.

### Outros Ocean Way studios
O Ocean Way Studios Group também incluía os estúdios Record One em Sherman Oaks, Califórnia, que foi adquirido por Sides em 1988, e outro locação para o Ocean Way Studio em Saint Barthélemy.
A Ocean Way Recording não opera mais instalações de gravação.

## Outras empresas Ocean Way
Sides também é o fundador da Ocean Way Audio, fabricante de sistemas de alto-falantes. Ocean Way Drums, é uma parceria entre Sides e o produtor Steven Miller, que produz software de instrumento virtual.